# 二十種競技
二十種競技（にじっしゅきょうぎ）とは陸上競技における混成種目。国際陸連が公認する正式の種目ではないが、世界中で広く行われている。十種競技のデカスロン、七種競技のヘプタスロンに相当する外国名はアイコサスロン（Icosathlon）で、通称ダブル・デカスロンとも呼ばれる。日本国内では過去に三度開催されている。

## 種目（競技順）
- 男子
  - 1日目　100m - 走幅跳 - 200mH - 砲丸投 - 5000m - 800m - 走高跳 - 400m - ハンマー投 - 3000mSC
  - 2日目　110mH - 円盤投 - 200m - 棒高跳 - 3000m - 400mH - やり投 - 1500m - 三段跳 - 10000m

- 女子
  - 1日目　100m - 円盤投 - 200mH - 棒高跳 - 5000m - 800m - やり投 - 400m - 三段跳 - 3000mSC
  - 2日目　100mH - 走幅跳 - 200m - 砲丸投 - 3000m - 400mH - 走高跳 - 1500m - ハンマー投 - 10000m

## 採点方法
十種競技と七種競技に含まれる種目は国際陸連の通常の得点表により点数がつけられ、その他の種目については国際陸連の五種目競技得点などを参考にして得点表がつくられている。